# Design de embalagem

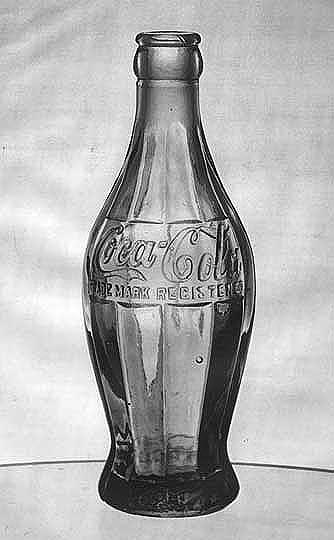
A garrafa de Coca-cola, um clássico do design pela sensualidade da forma, projetada por

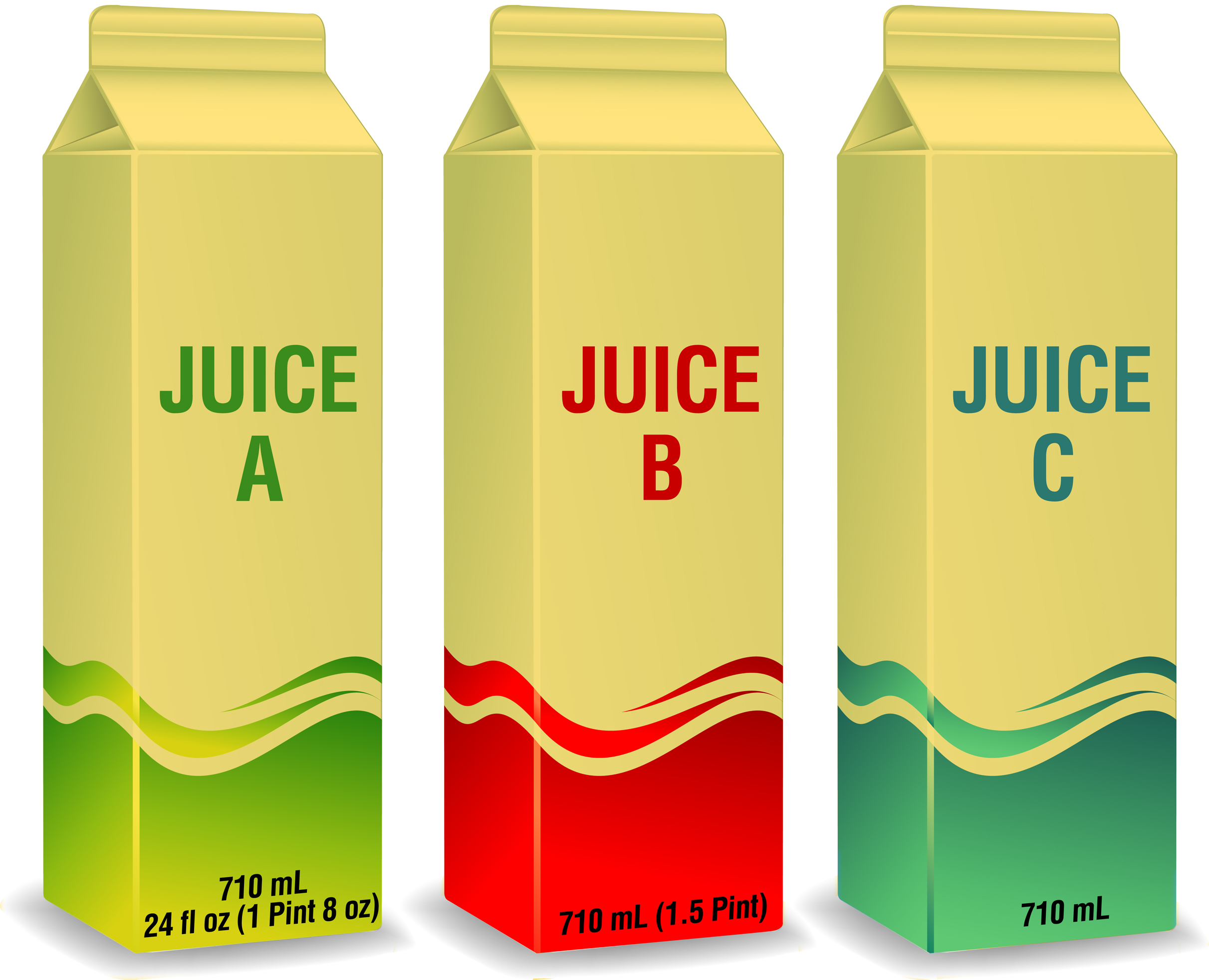
Modelo 3D de três caixas de suco com diferentes rótulos

O design de embalagens, é uma vertente do design de produto e do design gráfico. Na maioria das vezes o designer de produto é responsável pela forma da própria embalagem, considerando problemas de ergonomia e estética tridimensional. Enquanto o designer gráfico trata do rótulo da embalagem, onde o produto é apresentado graficamente.
A embalagem comercial não é apenas um meio de armazenamento e transporte de um produto, mas é um objeto que possibilita aos consumidores uma relação afetiva individual com o produto.
A embalagem é a identidade da empresa a qual ela representa e em muitos casos é o único meio de comunicação do produto. O bom design de embalagem pode garantir uma boa comunicação com o consumidor, informando sobre o produto e expondo seu caráter. De acordo com a pesquisa setorial ABRE, para muitos consumidores a embalagem é o objeto que identifica simbolicamente o produto. Uma pesquisa do Comitê de Estudos Estratégicos da ABRE mostrou que o consumidor não dissocia a embalagem do seu conteúdo, considerando os dois como constituintes de uma mesma entidade indivisível. Sendo assim a embalagem é ao mesmo tempo expressão e atributo do conteúdo. Exemplos disto são o frasco de perfume, o extintor de incêndio, a caixa de lenços de papel, a caixa de fósforos, dentre outros, como a garrafa da Coca-Cola, a lata do Leite Moça e o frasco do perfume Chanel nº 5, que têm suas formas patenteadas.
Hoje o design das embalagens é considerado uma poderosa ferramenta de marketing e as escolas de nível superior ensinam sua metodologia para alunos tanto da disciplina do design quanto do marketing. O Núcleo de Estudos da Embalagem da ESPM trabalha o design da embalagem como uma especialização do design que tem como objetivo tornar os produtos mais competitivos no ponto-de-venda posicionando-os de forma estratégica na competição de mercado.
Esta nova abordagem utiliza a embalagem como ferramenta de marketing, veículo de comunicação e elo de integração com a internet.
muito certo
As embalagens foram criadas e desenvolvidas para satisfazer as exigências pragmáticas do capitalismo industrial e, por esse motivo, envolvem os mais variados aspectos tecnológicos. Seu processo de desenvolvimento apresenta similaridades ao processo do desenvolvimento de projetos de produtos (DPP), e o design (de produto e gráfico) “absorveu” essa responsabilidade.
O design de embalagens é, atualmente, um setor amplamente evoluído, cuja formação profissional exige disciplinas, conteúdos e experiências didáticas particulares, visando formar designers com sensibilidade e qualidades profissionais inerentes. Os estudos teóricos sobre o design de embalagem ainda são poucos, comparado à amplitude de abrangência desta área tecnológica. Particularmente no Brasil, em 1976, o então Ministério da Indústria e Comércio, publica o “Manual para Planejamento de Embalagens”, a qual possivelmente se destaca como uma das primeiras referências de apoio ao seu desenvolvimento. Mas a base teórica sobre o design de embalagens (e suas tecnologias) ganhou corpo apenas a partir dos anos 2000, com Mestriner (2001) publicando “Design de Embalagem – Curso Básico” e, posteriormente em 2005 o “Design de Embalagem – Curso Avançado”. 

## História
As primeiras embalagens surgiram há mais de 10.000 anos, quando nas civilizações já existia a necessidade de transportar, acondicionar e armazenar alimentos.
Médicos do antigo Egito utilizavam tubos de bambu rotulados para os medicamentos daquele período.

### Embalagem no Brasil
O livro História da embalagem no Brasil editado pela ABRE relata que as primeiras embalagens utilizadas no país eram os cestos os samburás e os balaios criados pelos índios e usadas para o transporte de seus produtos. Com a chegada dos portugueses, barris, e caixotes passaram a fazer parte da vida brasileira. A primeira fabricação de vidro ocorreu em 1637 com a invasão holandesa no Recife onde quatro mestres vidreiros trazidos pelo príncipe Maurício de Nassau montaram uma oficina.
Só com a chegada de D. João VI em 1808 e a abertura dos portos, o processo de produção de embalagens teve início no Brasil uma vez que antes deste período era proibido pela coroa de Portugal a fabricação de produtos na colônia. Em 1810 foi fundada em Salvador uma fábrica de garrafas e garrafões mas a produção de embalagens em grande escala só veio a ocorrer com a exportação dos produtos agrícolas como açúcar, mate e café que utilizaram respectivamente caixas de madeira, barricas e sacos de juta.No final do século XIX surgiram as latas para embalar a carne e a banha produzida pelos frigoríficos, os vidros para medicamentos e perfumes,  o papel para os cigarros e embrulhos e o papelão para todo tipo de caixas e cartuchos. Hoje a indústria brasileira de embalagem está entre as mais desenvolvidas do mundo e somos um país exportador de embalagens vazias para os cinco continentes.
Com a abertura do mercado nacional para os produtos importados, feita pelo Governo Collor, percebeu-se que o desenho das embalagens de outros países eram mais atrativas e, por conseqüência, vendiam mais. Atualmente, dos cerca de 40 mil produtos expostos nas prateleiras dos supermercados brasileiros, estima-se que apenas 10% possuam propaganda massiva na mídia. Desta forma o design de embalagem passa a ser um "vendedor silencioso".
Percebeu-se a importância no mercado nacional do emprego do design de embalagem não só no ponto-de-venda, mas toda uma preocupação desde a criação ou lançamento de um novo produto, por mais simples que este seja. Ao projetar produtos, deve-se levar em consideração: funcionalidade, facilidade de manuseio, reaproveitamento de materiais de acordo com sua toxicidade, escassez, renovabilidade e reciclabilidade.
Hoje, no Brasil, existem empresas especializadas só em embalagens. Empresas brasileiras ganham e promovem prêmios internamente e no exterior para promover a produção de embalagens. O que demostra o grande valor agregado ao produto.

## Considerações na criação das embalagens
O cuidado com este trabalho significa que o design de embalagem envolve estudos representando além de estética e função, fatores sociais, culturais, de fabricação, de custos e de seleção de materiais que vão determinar mensagens qualitativas e quantitativas.
Uma embalagem não pode ser apenas bonita, ela deve cumprir padrões de higiene, formatos, praticidade e segurança. O design de embalagem agrega valor, adequando de forma eficiente às necessidades e expectativas do consumidor e define seu posicionamento correto no mercado. É também, diferencial competitivo, pois através da inovação e da diferenciação o design pode criar uma personalidade capaz de conquistar a fidelidade do consumidor.
Ao se desenvolver uma embalagem, deve-se definir os elementos do projeto técnico: Matérias-primas, processos produtivos, economias na fabricação, transporte etc., associado à qualidade do produto. No rótulo se aborda os problemas do design de informação e publicidade.
No design de embalagens, o designer deve ter em conta algumas questões:
- De que tipo de embalagem se trata?
- É uma embalagem para líquidos?
- Para proteger objetos frágeis?
- Qual o peso e o tamanho dos objectos que vai conter?
- São pesos uniformes?
- Como vai ser transportada?
- Terá de ser atraente?
- Em que material irá ser feita?(cartão/plástico/madeira/vidro…)
- Qual a fábrica a contratar?
- Daqui a quanto tempo deverá estar pronta?
- Qual o orçamento disponível?
- Pra onde irá esta embalagem após seu descarte? Qual seu ciclo de vida?

No aspecto de engenharia de embalagem, ela deve proteger o produto de todas as exigências que ocorrem no ambiente de distribuição, com o produto chegando a seu destino sem danos. Certas vezes, também a embalagem tem a função de proteger o ambiente do produto embalado, no caso de produtos perigosos. O grau de proteção de uma embalagem é definido por meio de testes normalizados. No Brasil, há laboratórios públicos e privados que realizam estes testes. O mais importante laboratório de ensaios em embalagens no Brasil é o do Instituto de Pesquisas Tecnológicas do Estado de São Paulo, o IPT, uma empresa pública, referenciado abaixo.
Vale dizer, que o design da embalagem ou rótulo do produto pode fazer a diferença quanto ao quesito vendas, ou seja, um produto pode ser diferenciar nas gôndolas em razão disso. Essa informação é fornecida pela Agência de Estudos de Design de Embalagens conforme referenciada em seu link anteriormente.